# 伊拉蒂 (聖卡塔琳娜州)
伊拉蒂（葡萄牙語：Irati），是巴西的城鎮，位於該國南部，由聖卡塔琳娜州負責管轄，始建於1992年1月9日，面積70平方公里，海拔高度438米，2010年人口2,096，人口密度每平方公里30.03人。